# Ritratto di giovane (Lotto Carrara)
Il Ritratto di giovane conosciuto anche come il Giovane con il copricapo è un dipinto a olio su tavola di Lorenzo Lotto, databile al 1500 circa e conservato nella pinacoteca dell'Accademia Carrara di Bergamo esposto nella sala 14.

## Storia, descrizione e stile
Il dipinto è una delle opere giovanili dell'artista, conservato in Accademia Carrara grazie alla collezione di Guglielmo Lochis del 1866. Non fu da subito assegnato al Lotto, infatti, il Berenson lo aveva assegnato a Jacopo de' Barbari. Fu nel 1907 il critico d'arte Gustavo Frizzoni a considerarlo un'opera lottesca tra le più antiche, assegnazione poi confermata dalla critica moderna. Antonio Boschetto ne diede la datazione ai primi anni del Cinquecento: «sul far del secolo».
Scriverà del dipinto Antonio Morassi: «squisitissima pittura, precisa e nitida nel segno tagliente, larga nei piani tondeggianti». Il dipinto, tra i primi lavori dell'artista veneziano, presenta influenze della pittura nordica del Dürer e del periodo veneziano di Antonello da Messina, dal quale apprende la sensibilità dell'espressione.

La tavola presenta la grande capacità dell'artista di riuscire a personalizzare e a cogliere la psicologia del personaggio sapendone raffigurare lo sguardo, negli occhi versi, molto intenso e vivo: 
(Rodolfo Pallucchini)
Nel dipinto Lotto compie un importante studio della luce riuscendo molto bene a staccare le forme dal nero del fondo costruendo un volto ovale leggermente inclinato, eseguito con una nitidezza molto smaltata e una ricercata elaborazione dei riccioli rossicci che sembrano fili di rame.